# Damián Sáez
Damián Maximiliano Sáez Díaz, Temuco, Chile, 29 de agosto de 2001), es un futbolista profesional chileno que se desempeña como delantero en Santiago City de la Segunda División de Chile.

## Trayectoria
Ingreso a las Inferiores de Deportes Temuco a la edad de 8 años. Luego, a los 14 años fue a jugar las inferiores de Universidad de Chile, donde estuvo 4 años. 
En 2018, volvió a Temuco, donde debutó profesionalmente el 2 de junio de 2019 ante Rangers, cotejo que ambos clubes disputaron con juveniles, producto del paro del SIFUP.  
Al año siguiente, con Lira en la conducción del plantel profesional, se gana un lugar en las citaciones y posteriormente en la oncena estelar, logrando estrenarse en las redes con un doblete ante Deportes Copiapó el 26 de noviembre.

### Primeros años en el profesionalismo
En la temporada 2022, con la salida de Lira de la dirección técnica y la llegada de Cristián Arán a la tienda sureña, iniciaría como titular, dándole la asistencia del triunfo a Byron Bustamante, para el 1-0 de Temuco contra Santiago Wanderers de Valparaíso. En la octava fecha, marca su primer y único gol de 2022, en la derrota del Pije como local por 2-4 ante Magallanes. Vuelve a la titularidad en el duelo que Temuco cae por 1-0 contra la Udec, en Concepción.

## Estadísticas
|                         | Div.                | Temporada           | Liga  | Liga  | Copas nacionales | Copas nacionales | Torneos internacionales | Torneos internacionales | Total | Total |
| Part.                   | Div.                | Temporada           | Goles | Part. | Goles            | Part.            | Goles                   | Part.                   | Goles |       |
| ----------------------- | ------------------- | ------------------- | ----- | ----- | ---------------- | ---------------- | ----------------------- | ----------------------- | ----- | ----- |
| Deportes Temuco · Chile | 2.ª                 | 2019                | 1     | 0     | —                | —                | —                       | —                       | 1     | 0     |
| Deportes Temuco · Chile | 2.ª                 | 2020                | 16    | 4     | —                | —                | —                       | —                       | 16    | 4     |
| Deportes Temuco · Chile | 2.ª                 | 2021                | 24    | 3     | 4                | 0                | —                       | —                       | 28    | 3     |
| Deportes Temuco · Chile | 2.ª                 | 2022                | 20    | 1     | —                | —                | —                       | —                       | 16    | 1     |
| Deportes Temuco · Chile | 2.ª                 | 2023                | 15    | 1     | 3                | 1                | —                       | —                       | 18    | 2     |
| Deportes Temuco · Chile | Total club          | Total club          | 76    | 10    | 7                | 0                | 0                       | 0                       | 83    | 10    |
| Total en su carrera     | Total en su carrera | Total en su carrera | 76    | 10    | 7                | 0                | 0                       | 0                       | 83    | 10    |
| 1. 2.                   |                     |                     |       |       |                  |                  |                         |                         |       |       |